# Bão Pakhar (2012)
Bão Pakhar  hay còn gọi là cơn bão số 1 xuất hiện ở Biển Đông, Việt Nam tàn phá khu vực Thành phố Hồ Chí Minh, Bình Dương, Bình Phước, Đồng Nai và các vùng lân cận vào tháng cuối tháng 3 đầu tháng 4 năm 2012. Đây là một trong những cơn bão lịch sử xảy ra tại Thành phố Hồ Chí Minh với những thiệt hại đáng kể khiến người dân hoàn toàn bất ngờ.

## Cấp bão
Cấp bão (Việt Nam): cấp 9 - bão nhiệt đới.
Cấp bão (Nhật Bản): 40 hải lý / 1 giờ - bão nhiệt đới. Áp suất:998 mbar (hPa).
Cấp bão (Hoa Kỳ): 60 hải lý / 1 giờ - bão nhiệt đới.

## Lịch sử khí tượng
Theo NASA, vào ngày 27 tháng 3 năm 2012, một hệ thống áp suất thấp được hình thành kéo dài ở phía tây Bắc Thái Bình Dương hội tụ cùng ngày thông qua ảnh chụp từ vệ tinh NASA được đặt tên là "System 96W" vào lúc 0547 UTC (1:47 a.m. EDT).
Vào lúc 13h ngày 29 tháng 3 năm 2012 (giờ Việt Nam), tâm bão Pakhar cách bờ biển các tỉnh Ninh Thuận, Bình Thuận khoảng 420 km về phía đông nam. Theo dự báo bão có thể đạt cấp 8 (tốc đi đường đi 62–74 km một giờ). Theo Trung tâm Dự báo khí tượng thủy văn quốc gia, trong 24h tiếp theo, bão Pakhar sẽ di chuyển chậm lại vào khoảng 3–5 km mỗi giờ. Tâm cơn bão cách bờ biển các tỉnh Ninh Thuận, Bình Thuận khoảng 320 km vào lúc 13h ngày 30 tháng 3. Ngày 31 tháng 3, bão đã mạnh lên một cấp và chỉ cách đất liền khoảng 210 km.

## Ảnh hưởng

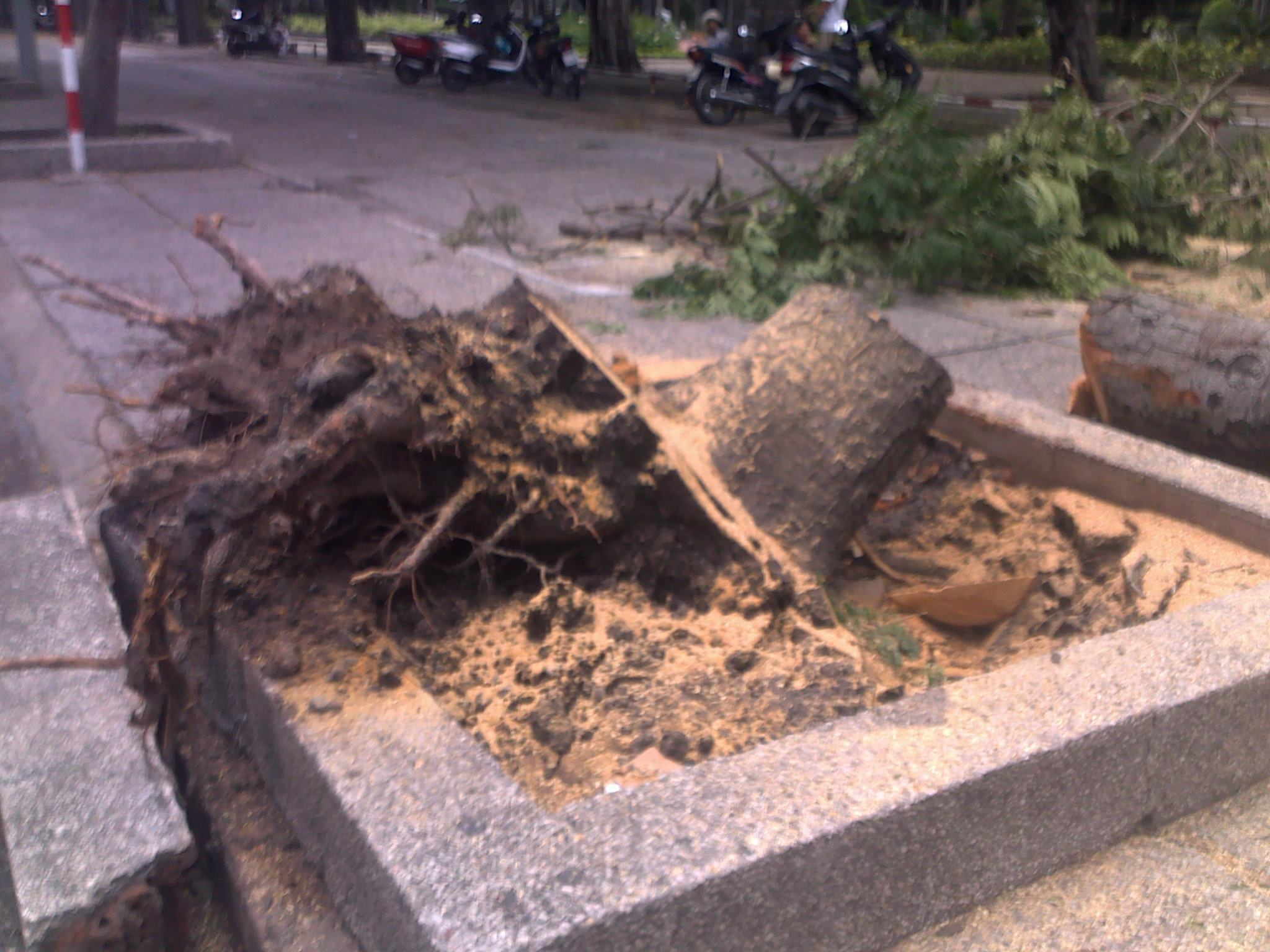
Cây bật gốc sau cơn bão ở công viên Tao Đàn, trung tâm Thành phố Hồ Chí Minh

Do ảnh hưởng của bão, ở nhiều địa phương đã diễn ra mưa to, gió giật mạnh. Lượng mưa đo được ở các tỉnh ven biển nam Trung Bộ, Nam Bộ và nam Tây Nguyên đều ở mức cao, phổ biến trong khoảng 50- 150mm.
Theo thống kê sơ bộ, bão số 1 đã khiến 2 người chết tại Đồng Nai và Ninh Thuận, 1 người bị mất tích ở Khánh Hòa, tàn phá hàng nghìn căn nhà, hàng trăm cây xanh bị đổ, làm hư hại nhiều tàu cá... Khu vực miền Trung Tây Nguyên có hơn 11.000 ha lúa và hơn 1000 ha hoa màu bị ngập úng.
Tại Tp. Hồ Chí Minh, hơn 500 căn nhà bị sập và tốc mái, nhiều trụ điện và cây xanh đổ ngổn ngang khiến nhiều khu vực mất điện đến gần sáng 2/4. Tuyến đường Tỉnh lộ 25B, đoạn qua Bến phà Cát Lái (nối liền giữa quận 2 và huyện Nhơn Trạch, Đồng Nai) tạm ngưng hoạt động vì tắc nghẽn nghiêm trọng.
Tại Bình Định, Phú Yên, Kiên Giang, Đồng Nai, Long An, Trà Vinh, Bà Rịa – Vũng Tàu... hàng chục nghìn ha lúa và vườn cây ăn trái đã bị ảnh hưởng nặng nề. Đoạn đường sắt từ Dĩ An đến Sóng Thần (tỉnh Bình Dương) bị ngập do ảnh hưởng của bão số 1 khiến hàng loạt chuyến tàu Thống Nhất chiều Sài Gòn – Hà Nội bị chậm.
Tuy đến sáng nay, 3/4/2012, lũ trên trên các sông từ Khánh Hòa đến Bình Thuận, khu vực nam Tây Nguyên và Đồng Nai đang xuống nhưng các cơ quan chức năng vẫn cảnh báo người dân đề phòng lũ quét, sạt lở đất có thể xảy ra ở vùng núi các tỉnh từ Khánh Hòa đến Bình Thuận, Đồng Nai, Lâm Đồng và Đắk Nông.

## Các thông tin ngoài lề
Tên bão được đặt theo tên một loài cá nước ngọt (cá Pakhar sống ở Mê Kông).